# Alfred Schottner
Alfred Schottner (* 1920; † 2. Juni 2012, Münster in Nordrhein-Westfalen) arbeitete als Handwerksfunktionär und befasste sich als Volkskundler mit der Geschichte des Mittelalters und der Neuzeit sowie dem Brauchtum des Handwerks, vor allem des Bauhüttenwesens.

## Wissenschaftler
Schottner hatte studiert und mehrere Abschlüsse abgelegt. 1957 promovierte er über die Exportintensität in Nordrhein-Westfalen. In den 1990er Jahren verfasste er zwei weitere  Dissertationen zum Brauchtum und zur Ausbildung von Steinmetzen im Mittelalter und in der Neuzeit.

## Beruf
Schotter setzte sich in seiner beruflichen Tätigkeit vor allem für die Wettbewerbsfähigkeit und für Ausbildungsmaßnahmen im Handwerk ein. 1961 nahm er eine Tätigkeit als Geschäftsführer der baugewerblichen Innungen auf und war des Weiteren für die Leitung der Nebenstelle des Baugewerbeverbands Westfalen in Münster zuständig. Von 1970 bis 1985 bekleidete er das Amt des Hauptgeschäftsführers der Kreishandwerkerschaft Münster und ab 1971 war er als Geschäftsführer des Fachverbands der Bildhauer und Steinmetzen Westfalen-Lippe tätig.

## Werke
- Aus- und Weiterbildungssystem im historischen und neuzeitlichen Steinmetzhandwerk: eine historisch-pädagogische Untersuchung. Münster, New York, München, Berlin. Waxmann 1998 (Dissertation 1997). ISBN 978-3-89325-631-0.
- Die "Ordnungen" der mittelalterlichen Dombauhütten: Verschriftlichung und Fortschreibung der mündlich überlieferten Regeln der Steinmetze. Münster, Lit-Verlag 1994. ISBN 3-8258-2353-9.
- Das Brauchtum der Steinmetzen in den spätmittelalterlichen Bauhütten und dessen Fortleben und Wandel bis zur heutigen Zeit. Lit-Verlag, Münster 1992. (Dissertation 1991), ISBN 3-8258-2354-7.
- Die zünftige Kluft der Zimmerleute, Ursprung und Werdegang. Münster 1990.
- Die Geschichte der Baugewerbe-Innung Münster; Wandel-Verlag. Münster 1990.
- Versuch einer regionalen Analyse der industriellen Exportintensität Nordrhein-Westfalens, Münster 1958. (Dissertation 1957).